# Jens Brenaa
Jens Brenaa (født 11. januar 1940 i Taastrup) er en dansk skuespiller, balletdanser og instruktør.
Brenaa, der er søn af Hans Brenaa og Erika Voigt, blev uddannet på Det Kongelige Teaters Balletskole og supplerede sidenhed med bl.a. dramatikundervisning. Han var fra 1969 tilknyttet Comedietournéen, Debatteatret, Aalborg Teater, Det Danske Teater, Det Kongelige Teater og John Sørensens Børneteater. Han blev i 1970 tilknyttet Joker Teatret som koreograf. Frem til 1994 spillede han rollen som Kassander på Pantomimeteatret i Tivoli. De senere år har han virket som foredragsholder.

## Filmografi
- Det lille hotel (1958)
- Jeg er sgu min egen (1967)
- Motorvej på sengekanten (1972)
- Nøddebo Præstegård (1974)
- Piger i trøjen (1975)
- Familien Gyldenkål (1975)
- Normannerne (1976)
- Piger til søs (1977)
- Nøgle hus spejl (2015)
- Før frosten (2019)